# Turismo en San Juan

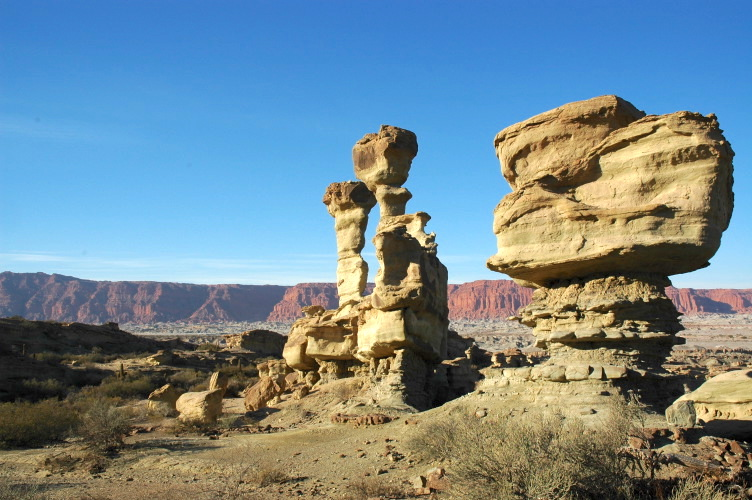
Parque provincial Ischigualasto o Valle de la Luna, gran atractivo de la provincia.

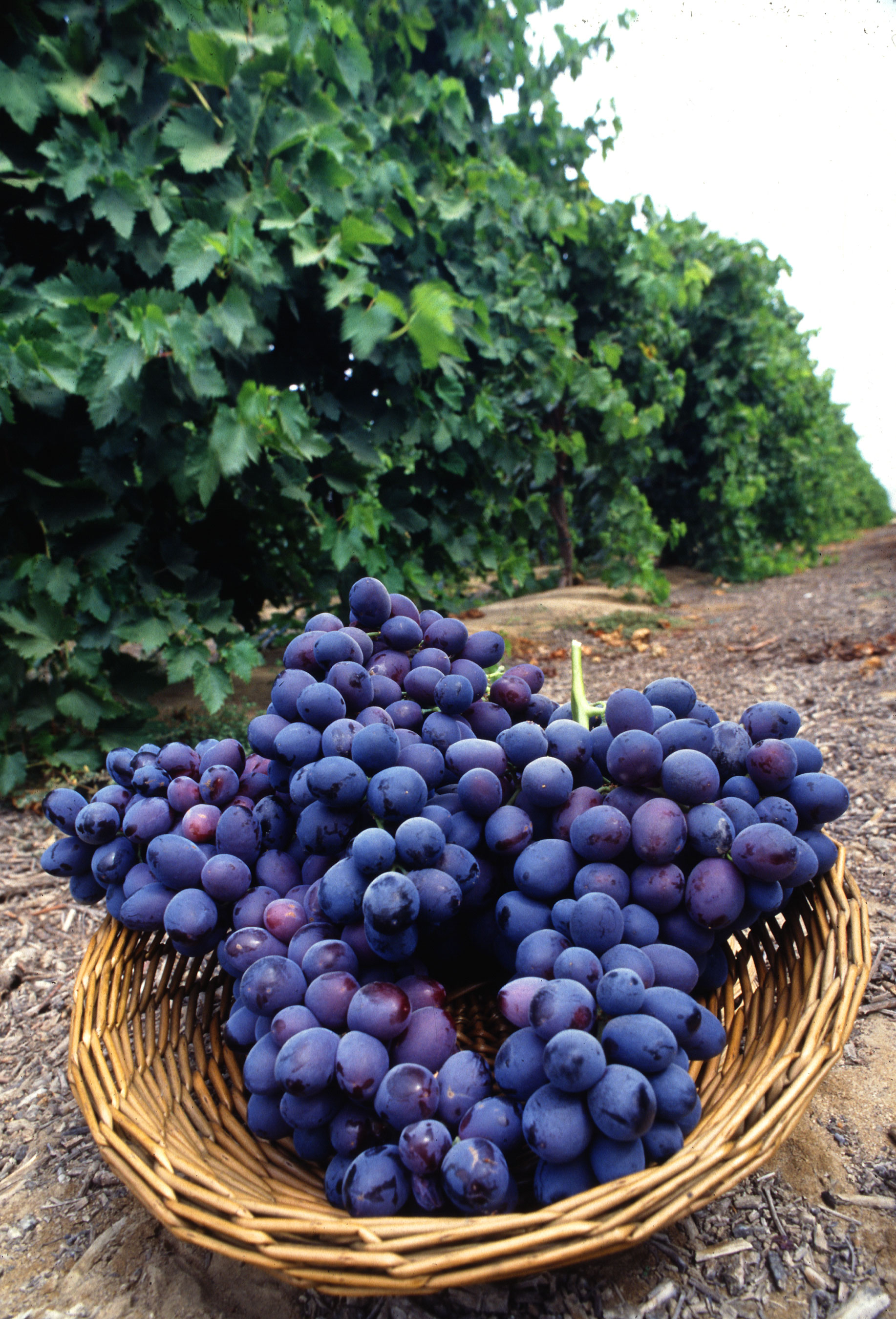
La vid, el fruto más cultivado en San Juan, con el que se elaboran vinos de muy buena calidad.

La Provincia de San Juan está ubicada en el centro oeste de Argentina, en la región geográfica de Cuyo. Tiene una superficie de 89 651 km² y una población de más de 681.000 habitantes (censo 2010). La mitad de su suelo es montañoso, lo que la convierte en una fuente incalculable de recursos minerales. En el occidente sanjuanino, aparece imponente la Cordillera de Los Andes con sus picos de hasta 6700 m s. n. m., sus glaciares, nieves eternas y arroyos de deshielo. Los cerros cordilleranos son áridos con vegetación espinosa, hierbas de poca altura y algunos arbustos. Hacia el este, las elevaciones van perdiendo altura y las cumbres se vuelven redondeadas a causa de la erosión del viento y la lluvia. Entonces aparecen extensos valles en los que se han levantado las ciudades, de características modernas y completamente arboladas.
Las planicies desérticas son regadas de modo artificial a través de canalizaciones de ríos, arroyos y vertientes y han originado amplias extensiones de viñedos, olivares, frutales y hortalizas. De una considerable tradición vitivinícola, San Juan cuenta con bodegas artesanales y de última generación que elaboran vinos, registrados entre los mejores del mundo. Es conocida popularmente con el seudónimo de tierra del Sol, ya que el área se caracteriza por recibir una importante radiación solar casi todo el año.
La actividad turística en San Juan se desarrolla bajo varios aspectos: cultural, ecológico, rural, de aventura, religioso, deportivo, científico y astronómico, entre otros.

## Características
El territorio de San Juan está compuesto por un relieve montañoso en su mayoría (un 80%, aproximadamente), destacándose al oeste la Cordillera Principal con su mayor altura en el cerro Mercedario. En la parte central de la provincia en sentido norte-sur de desarrolla el cordón central o precordillera, ideal para la práctica de varios deportes aventura. Contiene además un sistema de sierras pertenecientes a las Sierras Pampeanas. 

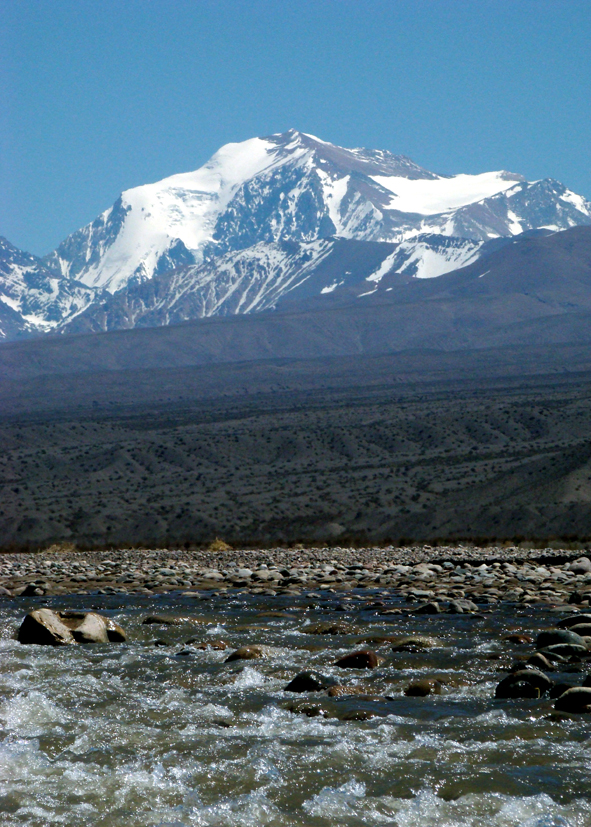
Paisaje cordillerano de Calingasta, se puede observar el Cerro Mercedario.

Como la cordillera de los Andes bloquea la humedad proveniente del Océano Pacífico, el clima de la provincia es de tipo continental y seco. Se caracteriza por la gran amplitud térmica diaria y estacional, las escasas lluvias y las abundantes horas de radiación solar. Por estas condiciones, San Juan produce hortalizas y frutas (especialmente vid) de muy buena calidad. El viento característico de San Juan es el Zonda, cálido y seco, que sopla durante todo el año, especialmente en la primavera. Su llegada anuncia la precipitación nívea en la cordillera andina, cuyo deshielo hace a los ríos que abastecerán de agua a la población.
San Juan posee los valles de Tulúm, Ullum y Zonda, principalmente, ubicados en el centro-sur de la provincia, donde los sanjuaninos cultivan la vid. Las condiciones casi desérticas de su clima y las intervenciones técnicas han creado el espacio perfecto para el desarrollo de la actividad vitivinícola. La elaboración de vino es el oficio más antiguo y tradicional que se ha desarrollado en esta provincia. El importante crecimiento en número de bodegas y la elevada calidad de los vinos explican la gran aceptación de la producción local en los mercados nacionales e internacionales. San Juan es la segunda provincia en cantidad de producción a nivel nacional de vino argentino, siguiendo a de la vecina Mendoza.
Una amplia red de carreteras conecta los principales centros de servicios turísticos de la provincia con los espacios aptos para el desarrollo de actividades en contacto con la naturaleza. La provincia es atravesada por las rutas nacionales RN 40 de norte a sur (que une San Juan con las provincias de Mendoza y La Rioja), RN 20 (que la une con Córdoba y Buenos Aires), RN 150 (que permite una conexión con La Rioja y transcordillerana con Chile), RN 141 (que conecta con la región sur de la provincia de La Rioja) y RN 149 (que permite una comunicación con Mendoza por los valles cordilleranos de Calingasta e Iglesia). La comunicación vial entre las zonas más importantes permite unir interesantes circuitos.

## Zonas turísticas

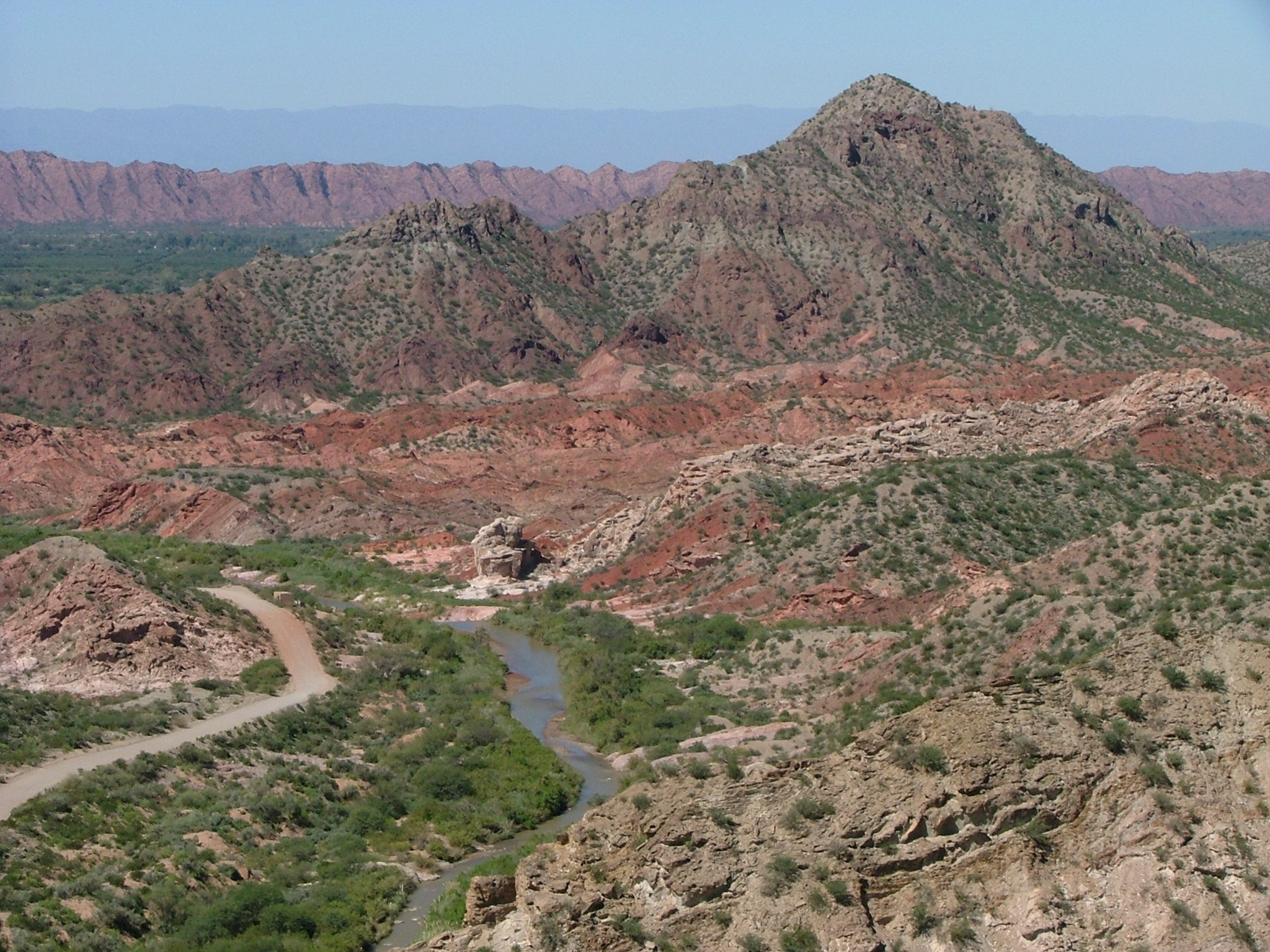
Vista de la Cuesta de Huaco.

En la provincia de San Juan se están desarrollando fuertemente con infraestructura turística la zona noroeste, en el Departamento Iglesia, especialmente las localidades de Rodeo, Las Flores y Bella Vista, donde se han instalado postas campestres, hoteles de todo tipo y cámpines. En la zona suroeste, en las localidades de Calingasta, Barreal y Tamberías, se desarrollan el turismo aventura, el de ocio y descanso. La zona de Valle Fértil, al este, es un fuerte desde el punto de vista de la infraestructura turística y por ser paso obligado para dirigirse a Ischigualasto. La zona norte, Jáchal, es conocida por un turismo cultural referido a la tradición gauchesca.
Otras áreas como los valles de Tulum, Zonda y Ullum, poseen una importante infraestructura que se ha triplicado en los últimos años. También de destaca la localidad de Vallecito, donde se ubica el muy visitado santuario de la Difunta Correa.
Valle Fértil, caracterizado por sus imponentes paisajes de verdes serranías con la presencia de ríos y arroyos mucha veces permanentes, y por ser paso obligado para turistas que desean visitar el Valle de la Luna, se convierte en una de las zonas más visitada de la provincia, posee atractivos como el Embalse San Agustín, en la localidad de San Agustín del Valle Fértil con la presencia de hoteles, cabañas y varios camping y también el río de Las Tumanas, convertido en uno de los balnearios más importantes de la zona. 

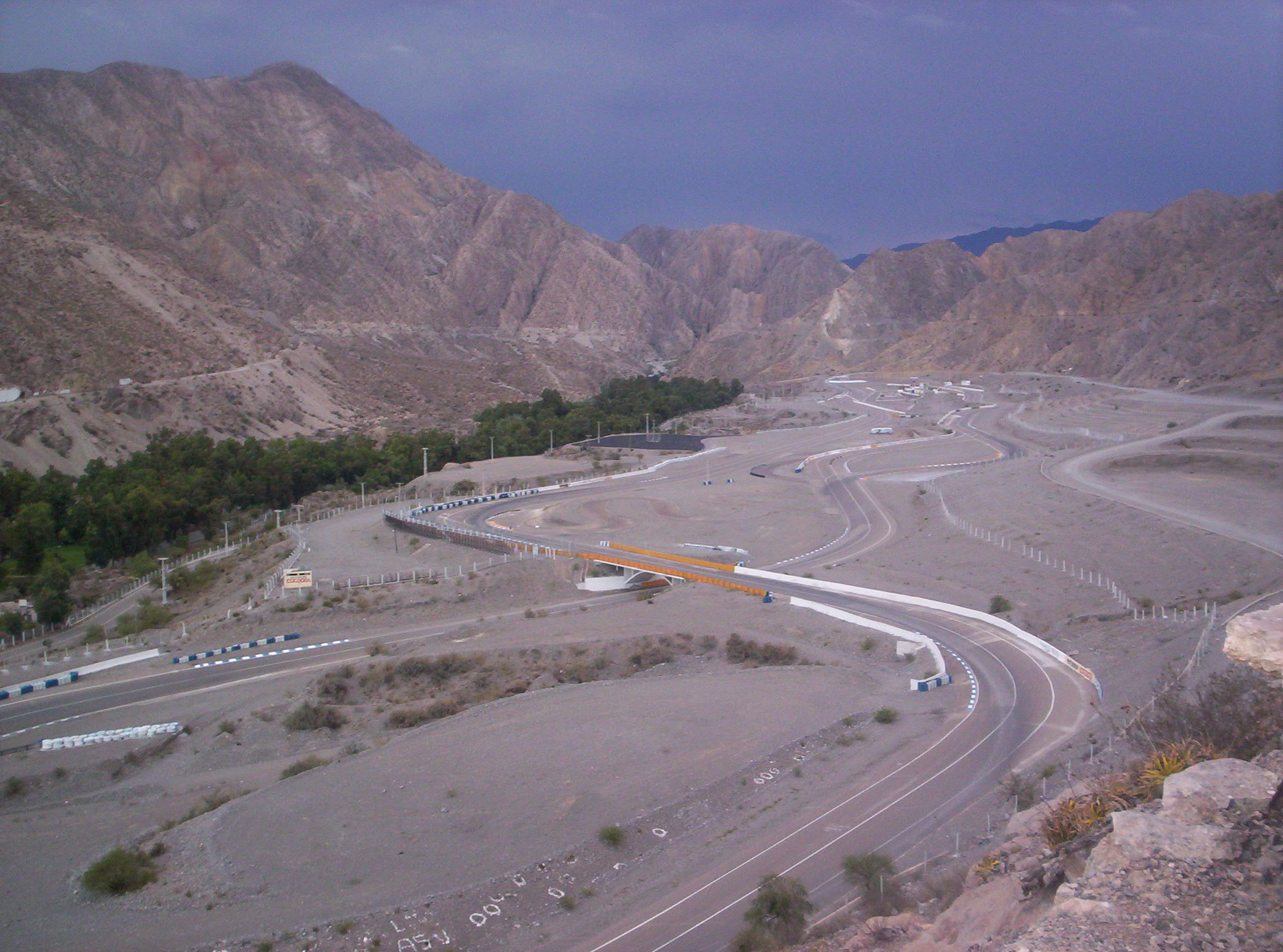
Vista a la Quebrada de Zonda y el autódromo el Zonda Eduardo Copello.

Valles del Tulúm, Ulum y Zonda, rodeados de serranías estos oasis casi artificiales posee atractivos como el Embalse Ullum, para la práctica de varios deportes acuáticos, la Quebrada de Zonda, con la presencia de balnearios, camping y el autódromo Eduardo Copello conocido a nivel nacional. En las Termas de La Laja, aquí corren aguas de aplicaciones terapéuticas, clasificadas en el grupo de las hipotermales, sulfurosas, clorosulfatadas, aciduladas, que surgen a 700 m s. n. m., son recomendadas para el reumatismo, enfermedades de la piel y vías respiratorias. También se ha incorporado un turismo temático basado en la producción vinícola y olivícola con creación de las denominadas Rutas del Vino, siendo una de la más visitada del país y las Rutas del Olivo, donde se logra visualizar hasta la producción de la aceite de oliva. 

## Principales centros turísticos

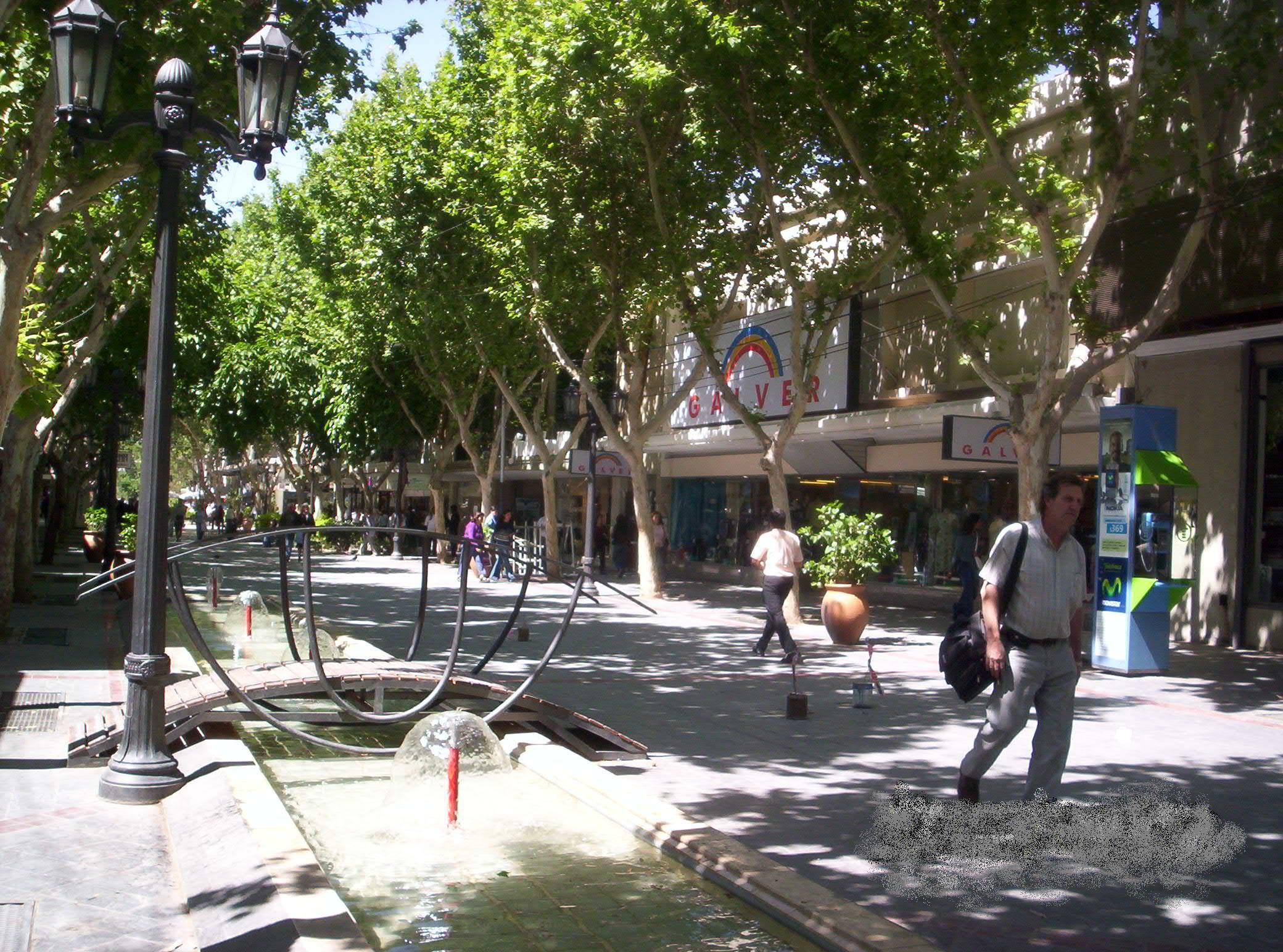
Área peatonal de la ciudad de San Juan.

### San Juan Ciudad
La ciudad capital provincial se encuentra en la región centro-sur. Se caracteriza por ser una urbe moderna con amplias calles y veredas de trazado exacto con una espléndida y frondosa vegetación de árboles, que proporcionan una sensación de frescura en los veranos sanjuaninos. Los árboles son de distintas especies y se irrigan mediante canales o acequias, siendo el motivo por el cual se la conoce con el seudónimo de ciudad oasis. Cuenta con una importante infraestructura de alojamiento y transporte. Se destacan modernas construcciones, ya que las antiguas fueron destruidas por el terremoto de 1944. 
La ciudad cuenta con diversos sitios de turismo cultural, destacándose el Museo Provincial de Bellas Artes Franklin Rawson, que cuenta con exposiciones permanentes de su valiosa colección e itinerantes en las que participan artistas sanjuaninos y de todo el país. Un importante atractivo histórico es la Casa Natal de Domingo Faustino Sarmiento, donde se conservan testimonios concretos de la vida del prócer y su familia. Se conserva la celda del Convento de los Dominicos donde descansó el General José de San Martín en su última visita a la provincia, junto con su mobiliario original. 

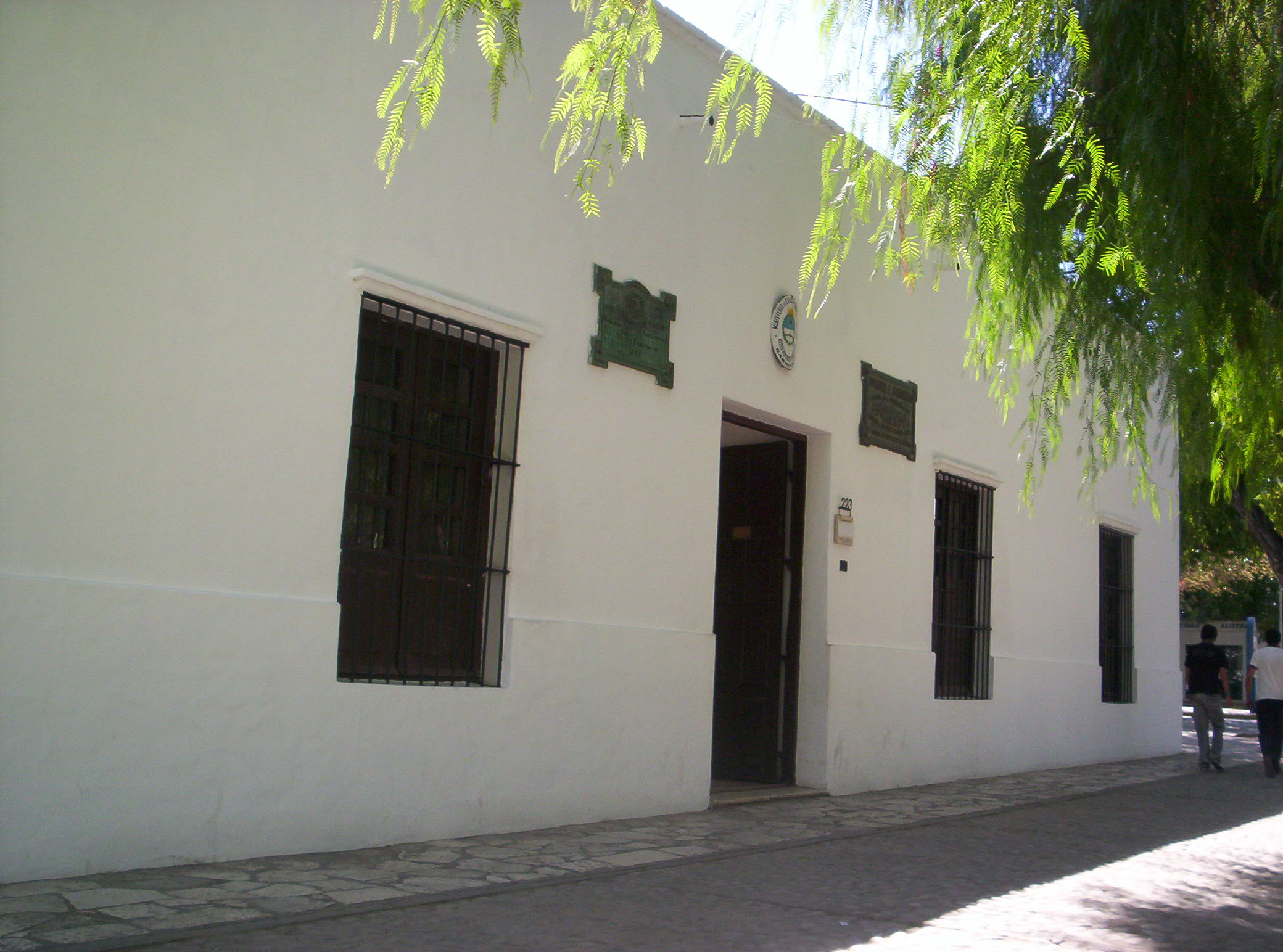
Casa natal de Domingo Faustino Sarmiento, ciudad de San Juan.

La Catedral de San Juan Bautista, de construcción moderna de piedra y madera se impone un gran altar y el prolijo trabajo de su cubierta. Junto a ella se levanta un campanil de 53 metros de altura, al que se asciende para tener una vista panorámica de toda la ciudad. El área peatonal que posee forma de cruz abarcando una de las principales calles de la ciudad, desplegando una gran actividad comercial y recreativa. 

### Villa San Agustín

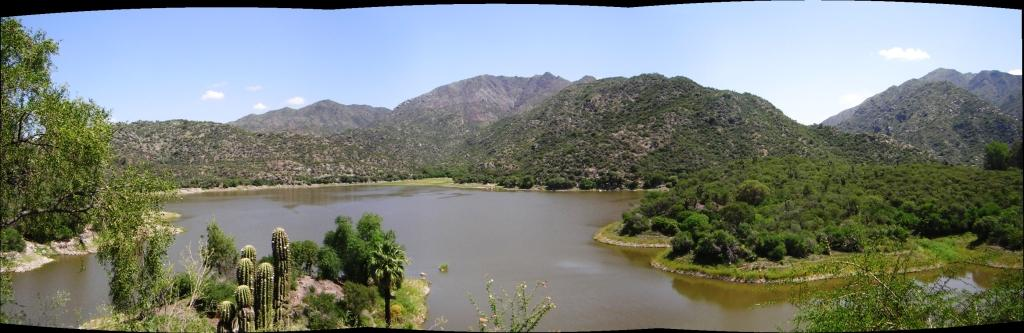
Embalse San Agustín, Valle Fértil.

Ubicada a 250 kilómetros de la ciudad de San Juan en extremo este de la provincia, se ubica esta localidad, ciudad cabecera del departamento Valle Fértil. Es uno de los destinos turísticos más importantes de San Juan. La belleza del paisaje natural que circunda al lugar, el agradable clima y la cercanía con Ischigualsto son algunas de sus principales características. La localidad cuenta con una importante infraestructura para recibir al turista: cabañas, pensiones, cámpines y el hotel, erigido en la cima de las montañas. 
La ciudad también posee una importante riqueza cultural. Uno de los sitios más visitados del circuito urbano es la Iglesia Nuestra Señora del Rosario (iglesia matriz de la zona), ubicada frente a la plaza principal. Posee un centro cultural donde se exhiben elementos y representaciones artísticas de las culturas aborígenes de la región. El principal atractivo de la villa es el dique o embalse San Agustín. Allí, la pesca, los paseos en lancha son algunos de los deportes acuáticos posibles de hacer. El circuito incluye senderos para trekking, cabalgatas o recorridos en bicicleta. 

### Valles de Iglesia y Rodeo
En Valles de Iglesia la naturaleza se conjura con las huellas que el hombre ha dejado plasmadas a lo largo del tiempo, conformando un entorno majestuoso. En la zona hay reservorios indígenas donde se puede observar cómo era la vida hace cientos de años. También se encuentra la construcción del imponente Embalse Cuesta del Viento, que embalsa aguas cordilleranas que con el intenso viento casi continuo de la zona permiten la práctica de variados deportes náuticos, especialmente windsurf. En esta zona se encuentra Rodeo, donde es posible apreciar montañas con arroyos del deshielo de los Andes.

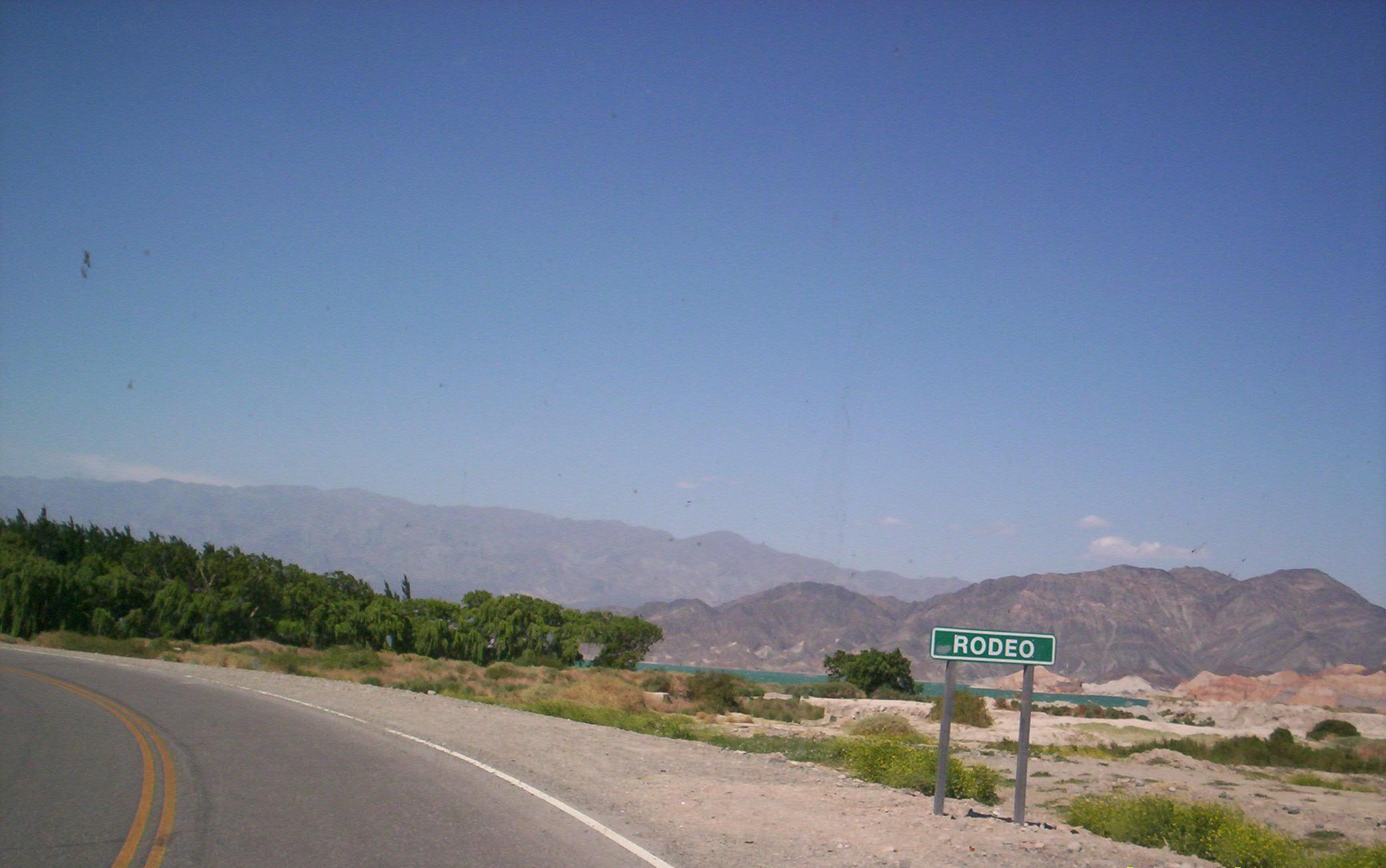
Entrada a la localidad de Rodeo por la Ruta Nacional 150.

La ciudad de Rodeo, una de las más importantes de la zona norte, está situada en la parte noroeste de la provincia, a 197 kilómetros de la ciudad de San Juan. La iglesia de Santo Domingo de Guzmán, la iglesia matriz de la zona, con su característico estilo post-colonial y el Museo Arqueológico son algunos de los sitios claves del circuito urbano. Los álamos de la zona brindan su sombra en el verano y proporcionan una colorida vista de color dorado en el otoño que la caracterizan a la zona. Entre las festividades populares se destaca la Fiesta Provincial de la Semilla y la Manzana Iglesiana que, con variados espectáculos artísticos y elección de la Reina, convoca a un gran número de visitantes. Iglesia, y particularmente su villa cabecera, Rodeo, posee un variado sistema de hospedajes con cabañas, posadas, casas, departamentos y cámpines. En la región se pueden realizar deportes aventura como escaladas y parapente en las montañas, alquiler de caballos para cabalgatas y excursiones hacia el Río Jáchal para la práctica de ráfting.

### Valles de Calingasta

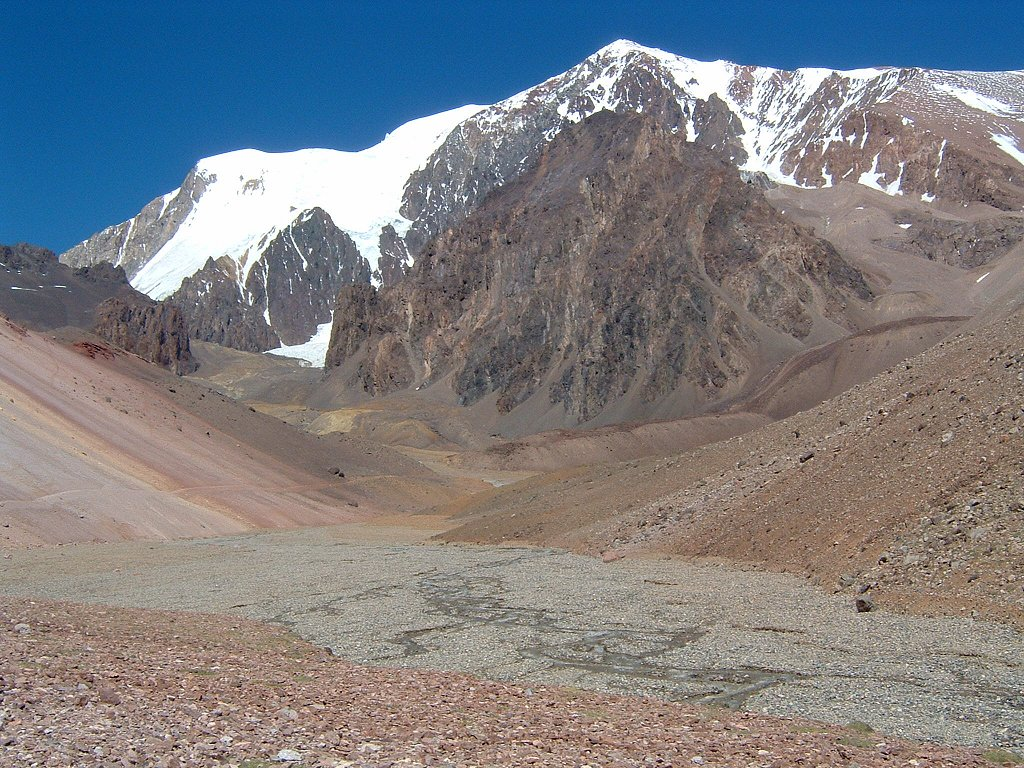
Los Andes en Calingasta.

Los valles de Calingasta, con sus imponentes montañas y ríos, son también una de las zonas más visitadas. La localidad de Calingasta, a 135km de la capital hacia el oeste y al pie de los Andes, en un contexto marcado por la presencia del Río de los Patos y serranías, es el punto de partida para numerosas excursiones. La expedición a los ríos de Los Patos, Río Castaño y La Alumbrera es una de las más practicadas con la pesca principalmente en otoño. Esta localidad también posee dos museos que permiten descubrir la historia y expresiones culturales de los pueblos que habitaron la región. 
Se destaca el Complejo Astronómico El Leoncito, que aloja el más grande telescopio reflector del país, con un diámetro de 2.215 cm, utilizado por toda la comunidad científica internacional; en él se puede contemplar el cielo sanjuanino. El parque nacional El Leoncito se desarrolla la práctica de carrovelismo, en tanto que el Cerro Mercedario es elegido como destino turístico por personas de los más diversos orígenes del mundo para el andinismo; también se puede ver hacer la Ruta sanmartiniana por el Paso de los Patos.  

### Barreal
Con un clima excepcional, una importante infraestructura hotelera y una increíble belleza natural, Barreal se ha convertido en la más visitada de San Juan. El destacado paisaje cordillerano, la tranquilidad de las calles con sus doradas alamedas y el perfume de los numerosos cultivos y aromáticas conforman las características de Barreal. Ubicado a casi 200 kilómetros de la ciudad de San Juan, al extremo suroeste de la provincia. Por su completa oferta de servicios, Barreal es el mejor punto de partida para conocer otros puntos turísticos del departamento, como el parque nacional El Leoncito o el Cerro Alcázar. Los más aventureros pueden realizar expediciones cordillera y la pesca. 

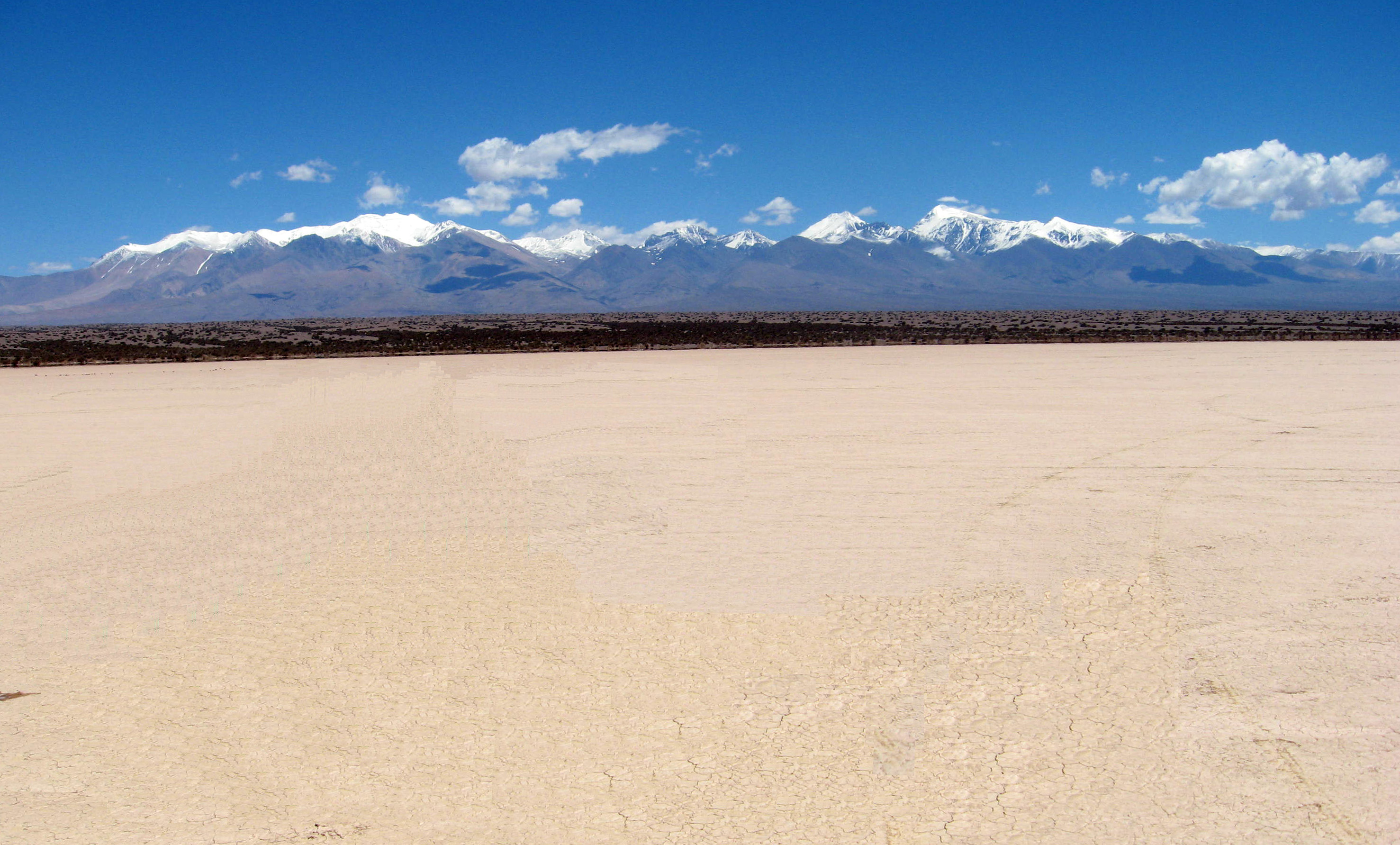
Pampa del Leoncito.

### Barreal Blanco"Pampa del Leoncito"
A unos 30 kilómetros de Barreal, en el departamento Calingasta, el Barreal Blanco o conocido popularmente como la "Pampa del Leoncito", es una gran superficie de sedimentos lacustres, sin vegetación ni obstáculos visibles, completamente llana. Tiene además la particularidad de un fuerte viento sostenido, que llega todos los días alrededor de las 4 de la tarde y a veces alcanza ráfagas cercanas a los 100 kilómetros por hora, lo que hace de esa extensión una de las más apropiadas para la práctica del carrovelismo (carros a vela, de tres ruedas y aerodinámicos, que funcionan con el viento). Como telón de fondo, la pampa tiene la imponente Cordillera de los Andes. 

### Tamberías
Tamberías la ciudad cabecera del departamento Calingasta, ubicada a casi 180 kilómetros al oeste de la ciudad de San Juan, ofrece una gran cantidad de bellos paisajes. Una gran cantidad de parcelas cultivadas, canales de riego y dispersos grupos de casas conforman su paisaje agrario. Las aromáticas, las alamedas y los árboles frutales, entre los que se distinguen los manzanos, imprimen su color de esta localidad. En el verano, se realiza la tradicional Fiesta del Ajo convocando a una importante cantidad de personas que llega para compartir el aprecio por los frutos de la tierra.

### San José de Jáchal
Ciudad cabecera del departamento Jáchal, ubicada en el centro norte de la provincia a aproximadamente 170 kilómetros. Es una localidad que conserva su estilo arquitectónico colonial con estrechas calles y construcciones de adobe, siendo su principal atractivo la iglesia de San José y su histórico Cristo Negro elaborado en cuero y articulado, una construcción de más de 100 años.
Jáchal está ubicado al norte de San Juan, ofrece una alternativa distinta con un turismo más temático basado en la tradición y la historia, con museos y en los alrededores unos antiguos molinos harineros, que reflejan y muestran la actividad económica de zona que hubo a mediados de 1700, también se puede realizar deportes de aventuras como andinismo sobre sus serranías o rafting en el río Jáchal.

### Parque Provincial Ischigualasto

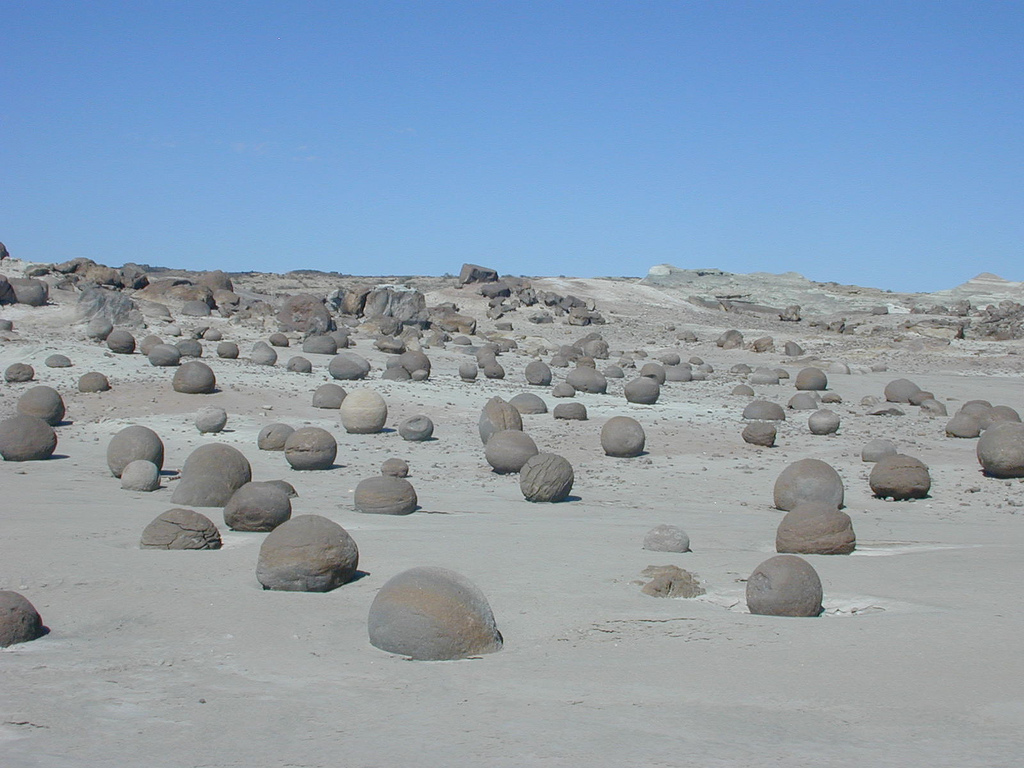
Cancha de bochas, Ischigualasto.

También conocido como Valle de la Luna, está situado en el extremo noroeste de la provincia, en el Departamento Valle Fértil, a 330 km de la ciudad de San Juan. Este parque provincial fue declarado Patrimonio de la Humanidad por la Unesco. El valle ofrece un extraño paisaje, donde la escasez de vegetación y la más variada gama de colores de sus suelos, más el capricho en las formas de los montes y formaciones rocosas, lo hacen ser un lugar predilecto para turistas, tanto nacionales como extranjeros. A nivel científico se hizo célebre ya con anterioridad al exhumarse allí esqueletos fosilizados de algunos dinosaurios, uno de los más antiguos del mundo y porque es el único lugar donde puede verse totalmente al descubierto y perfectamente diferenciado todo el periodo triásico en forma completa y ordenada, se calcula que las formaciones geológicas de este sitio tienen una antigüedad entre 180 y 230 millones de años. Si bien es un lugar científico, se puede recorrer en forma de visita guiada en vehículos particulares acompañados por un guía del Parque, el cual realiza estaciones o paradas y explica el sitio visitado. La excursión dura 3 horas, aproximadamente. También se ofrecen recorridos en bicicletas. Dentro del Parque se sitúa el Cerro Morado, antigua chimenea de un volcán ya extinto, a la que se puede ascender contratando a un guía en la base del parque, para obtener una vista privilegiada, el tiempo de la ascensión es de alrededor de una hora. En su base está instalado un centro de interpretación, que funciona a modo de museo también y tiene un recorrido explicado donde se muestran los procesos para extraer un fósil y se explican las particularidades de los mismos. 
- video temático de Ischigualasto

### Embalse Ullum

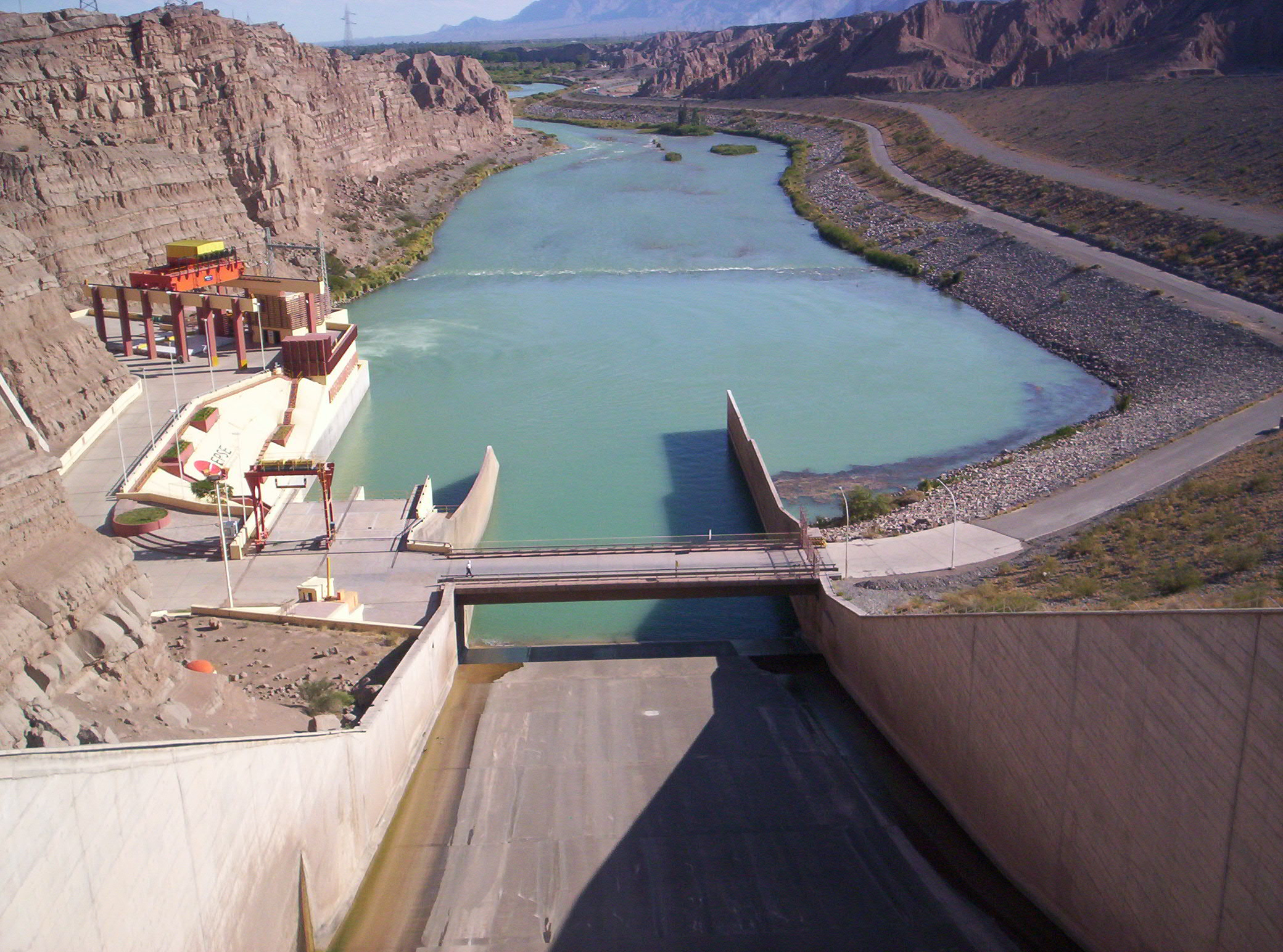
Quebrada de Ullum en el embalse Ullum.

El Embalse Ullum es una represa sobre el río San Juan a 768 m s. n. m. Se localiza en el cañón de la Quebrada de Ullum, a 18 km aguas arriba de la ciudad capital provincial San Juan, y fue creado como reservorio de agua, que a su vez alimenta una central hidroeléctrica. El embalse es sin lugar a duda uno de los principales atractivos turísticos de la provincia. En él es posible la práctica de varios deportes acuáticos y deportes de aventuras como escaladas a las serranías ubicadas en su alrededor y ciclismo de montaña, entre otros. En cuanto al alojamiento se encuentra un hotel de cinco estrellas, a la vera del lago, de una reconocida firma o también se ubican diversos camping para acampar situados en las costas del lago. El principal acceso al mismo se lo hace por la Ruta provincial 14, esta ruta se encuentra circundando al lago permitiendo una vista imponente.

### Embalse Cuesta del Viento

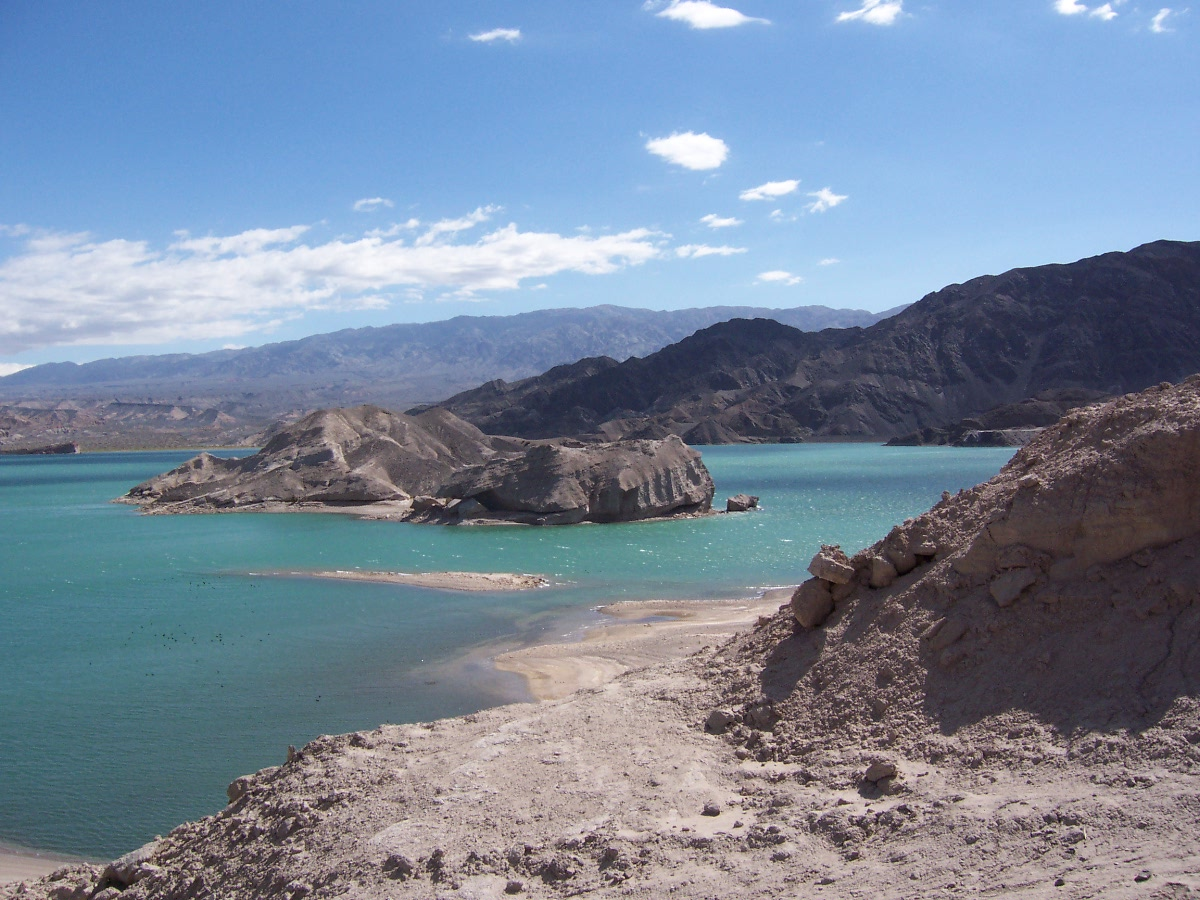
Vista del embalse Cuesta del Viento.

A 200 kilómetros de la ciudad de San Juan, en el extremo noroeste de la provincia al norte de la localidad de Rodeo en el departamento Iglesia, está Cuesta del Viento, un reservorio de agua del deshielo de los Andes, con fines de reserva, hidroeléctricos y turísticos. Encierra uno de los lugares más extraños y desconocidos de nuestro país, que combina la aridez de un paisaje lunar con la transparencia turquesa de un espejo de agua. Un centro de turismo de aventuras donde salir a explorar los paisajes a caballo, en bicicleta, a pie o en un gomón de rafting por el río Jachal. El mejor lugar del país para la práctica del windsurf.

### Difunta Correa
El santuario de la Difunta Correa se encuentra el este de la ciudad de San Juan a unos 60 kilómetros, en medio de un desierto árido florece un oasis creado para las comodidades del promesante y viajero. En el santuario se ubica un importante hotel, de una moderna construcción, ubicado en un cerro que permite una vista panorámica de las montañas del desierto sanjuanino. Cuenta con las comodidades necesarias para que el turista se sienta cómodo y disfrutando de los servicios ofrecidos, baños privados, agua fría y caliente, seguridad permanente, cocheras cubiertas, y el desayuno casero que se brinda, también cuenta cámpines al aire libre y cubiertos, un servicio totalmente gratuito del cual podrá disfrutar en cualquier momento del día.

## Turismo temático
Ruta del Vino

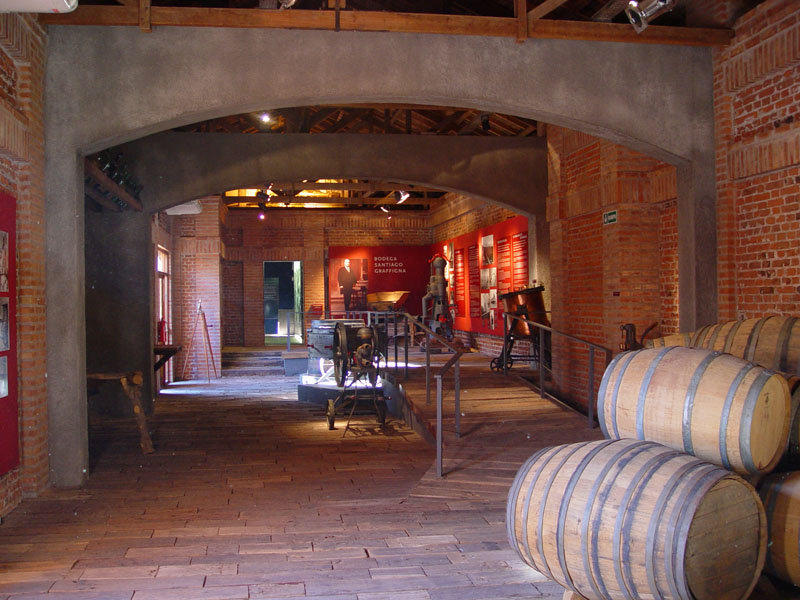
Museo del vino perteneciente a la Bodega Graffigna, integrante de la Ruta del vino de San Juan.

Al visitar la provincia San Juan es también posible realizar la degustación de sus vinos que, con delicado aroma y exquisito sabor, despiertan los sentidos del visitante y lo acercan a las raíces de la denominada tierra del sol. San Juan posee una ruta del vino, donde la mayoría de las bodegas se encuentran en el departamento Pocito, al sur de la ciudad capital de la provincia, permitiendo conocer la elaboración de los mismos, degustarlos y apreciar las plantaciones de vid.
Miles de personas visitan anualmente la infraestructura turística vitivinícola de esta provincia, que crece cada año. En los últimos años las provincias de San Juan, Salta y Mendoza, han duplicado el número de visitas turísticas en lo que respecta al vino en Argentina. Además, es importante destacar, que el turismo del vino ha crecido mucho más que el turismo país desde el 2004.
Ruta del Olivo
La ruta del olivo es un itinerario que adquiere la forma de un circuito turístico que permite conocer y disfrutar de forma organizada el proceso productivo agrícola e industrial que recibe el olivo en esta provincia. Ofrece a quienes la recorren una serie de placeres y actividades relacionadas con los elementos distintivos de la misma: producción agroindustrial y actividades propias de la cultura sanjuanina.
Ruta de los molinos
La ruta de los viejos molinos harineros y antiguas casonas de campo, permiten apreciar el desarrollo económico alcanzado por San Juan a principios del siglo XX, a partir de la importancia de su producción triguera. Su valor como patrimonio histórico y cultural los ha hecho merecedores de su inclusión como Monumento Histórico Nacional.
Ubicados desde San José de Jáchal hacia el norte, a lo largo de la Ruta Provincial 465 (atravesando Pampa Vieja, Pampa del Chañar y Villa Mercedes, hasta Huerta de Huachi). También se destacan en la localidad de Iglesia, sobre la Ruta Nacional 149, a 170 km de la ciudad de San Juan. 
Ruta sanmartiniana
En este caso lo que se ofrece es la propuesta de cabalgar siguiendo parte de la ruta que recorriera la columna al mando del General San Martín, en el histórico Cruce de los Andes. Se acerca hasta el límite de Argentina con el país de Chile, en el paso de Valle Hermoso a 3300 m s. n. m. aproximadamente, en la cordillera Frontal. Se puede realizar también el avistamiento de fauna autóctona de alta montaña; la flora y la geología de una de las regiones más hermosas de la Argentina forma parte de esta aventura.
Fiesta Nacional del Sol
Esta fiesta es una celebración de carácter anual que se lleva a cabo en la Ciudad de San Juan, durante el mes de febrero, y con ella se da una muestra itineraria de las actividades económicas, costumbres, cultura, personajes y hechos históricos de la provincia.
También se destaca por tener un concurso de belleza, en el cual se elige a la Reina Nacional del Sol y a la virreina del sol, las candidatas representan a cada uno de los 19 departamentos de la provincia y quienes representarán a la provincia durante un año, asistiendo a otras festividades del país. Hay ferias gastronómicas, desfile de carrusel, espectáculos musicales variados extendiéndose a lo largo de cinco días.
San Juan tiene novedades en cuanto a turismo rural, con dos nuevas iniciativas, que tiene como objetivo potenciar esta actividad socioeconómica como una herramienta de desarrollo social, promoción de la cultura regional y arraigo de las nuevas generaciones. 
Se destacan los circuitos de:
- Tulum sur (Pocito)
- Abriendo tranqueras (San Martín)
- Molinos harineros (Jáchal)

## Distancias desde la ciudad de San Juan

### Ciudades cabeceras
| Localidad                           | Camino                                            | Cantidad de kilómetros |
| ----------------------------------- | ------------------------------------------------- | ---------------------- |
| Caucete                             | RN 20                                             | 28 km                  |
| Media Agua                          | RN 40                                             | 57 km                  |
| Genaral San Martín                  | RN 40                                             | 11 km                  |
| San José de Jáchal                  | RN 40-RN 150                                      | 156 km                 |
| Rivadavia                           | Directo por Avenida Libertador General San Martín | 7 km                   |
| Villa Krause                        | RP 7                                              | 6 km                   |
| Santa Lucía                         | RN 20 (calle Hipólito Yrigoyen)                   | 3 km                   |
| Villa Paula Albarracín de Sarmiento | Por calle Mendoza norte                           | 5 km                   |
| Villa Aberastain                    | RP 7-RP 215                                       | 16 km                  |
| Villa San Agustín                   | RN 20-RN 141-RP 510                               | 248 km                 |
| Villa Basilio Nievas (Zonda)        | RP 12                                             | 23 km                  |
| 9 de julio                          | RN 20                                             | 23 km                  |
| Santa Rosa                          | RN 20-RP 155                                      | 36 km                  |
| Santa Rosa                          | RN 20-RP 270                                      | 39 km                  |
| Tamberías                           | RN 40-RP 436-RN 149-RP 406                        | 189 km                 |
| San Martín                          | Por Avenida San Martín - RP 170 - RP 119          | 18 km                  |
| Villa El Salvador                   | RN 40-Calle Sarmiento                             | 23 km                  |
| Villa Ibáñez (Ullum)                | RP 60                                             | 31 km                  |

### Principales destinos turísticos
| Localidad                        | Camino                            | Cantidad de kilómetros |
| -------------------------------- | --------------------------------- | ---------------------- |
| Ischigualasto                    | RN 20-RN 141-RP 510-RN 150        | 321 km                 |
| Embalse Quebrada de Ullum        | RP 60                             | 16 km                  |
| Quebrada de Zonda                | RP 12                             | 17 km                  |
| Villa San Agustín                | RN 20-RN 141-RP 510               | 248 km                 |
| Rodeo                            | RN 40-RP 436-RN 149-RN 150        | 197 km                 |
| Rodeo                            | RN 40-RN 150                      | 200 km                 |
| Embalse Cuesta del Viento        | RN 40-RN 150                      | 192 km                 |
| Pismanta                         | RN 40-RP 436-RN 149-RN 150        | 184 km                 |
| Calingasta                       | RN 40-RP 436-RN 149-RP 406        | 170 km                 |
| Barreal                          | RN 40-RP 436-RN 149-RP 406-RN 149 | 212 km                 |
| Pampa del Leoncito               | RN 40-RP 436-RN 149-RP 406-RN 149 | 240 km                 |
| Complejo Astronómico El Leoncito | RN 40-RP 436-RN 149-RP 406-RN 149 | 251 km                 |

### Turismo religioso
| Sitio                                      | Camino                      | Cantidad de kilómetros |
| ------------------------------------------ | --------------------------- | ---------------------- |
| Vallecito "Santuario de la Difunta Correa" | RN 20- RN 141-              | 63 km                  |
| Bermejo Santuario de San Expedito          | RN 20-RN 141                | 105 km                 |
| Santuario Ceferino Namucurá                | Avenida San Martín - RP 170 | 24 km                  |

### Otros destinos
| Sitio                         | Camino                                  | Cantidad de kilómetros |
| ----------------------------- | --------------------------------------- | ---------------------- |
| Astica                        | RN 20-RN 141-RP 510                     | 207 km                 |
| La Laja                       | RN 40 - Calle Sarmiento - Calle La Laja | 25 km                  |
| Dique José Ignacio de la Roza | RP 60                                   | 13 km                  |
| Embalse Cauquenes             | RN 40-RN 150-RP 456-RP 491              | 173 km                 |
| Huaco                         | RN 40-RN 150-RP 456-RP 491              | 188 km                 |
| Iglesia                       | RN 40-RP 436-RN 149                     | 167 km                 |
| Las Flores                    | RN 40-RP 436-RN 149                     | 180 km                 |
| Tudcum                        | RN 40-RP 436-RN 149-RN 150              | 196 km                 |
| Paso de Agua Negra            | RN 40-RP 436-RN 149-RN 150              | 263 km                 |

## Festividades
| Localidad                           | Fiesta                                       | Fecha     |
| ----------------------------------- | -------------------------------------------- | --------- |
| San Juan                            | Fiesta Nacional del Sol                      | Febrero   |
| Caucete                             | Fiesta Nacional de la Uva y el Vino          | Marzo     |
| Santa Lucía                         | Fiesta Nacional de Santa Lucía               | Diciembre |
| San José de Jáchal                  | Fiesta Nacional de la Tradición jachallera   | Noviembre |
| Médano de Oro                       | Festival de la doma y folclore cuyano        | Febrero   |
| Santa Rosa                          | Fiesta Provincial del Carrerito              | Diciembre |
| Rodeo                               | Fiesta Provincial de la Semilla y la Manzana | Febrero   |
| San Juan - Caucete - Vallecito      | Cabalgata a la Difunta Correa                | Abril     |
| Vallecito                           | Fiesta Nacional del Camionero                | Noviembre |
| Barreal                             | Fiesta Provincial de Los Enamorados          | Enero     |
| Los Berros                          | Fiesta Provincial del Obrero Minero          | Febrero   |
| Tamberías                           | Fiesta Provincial del Ajo                    | Enero     |
| Villa General San Martín o Albardón | Fiesta Provincial de Albardón                | Enero     |

## Galería de imágenes

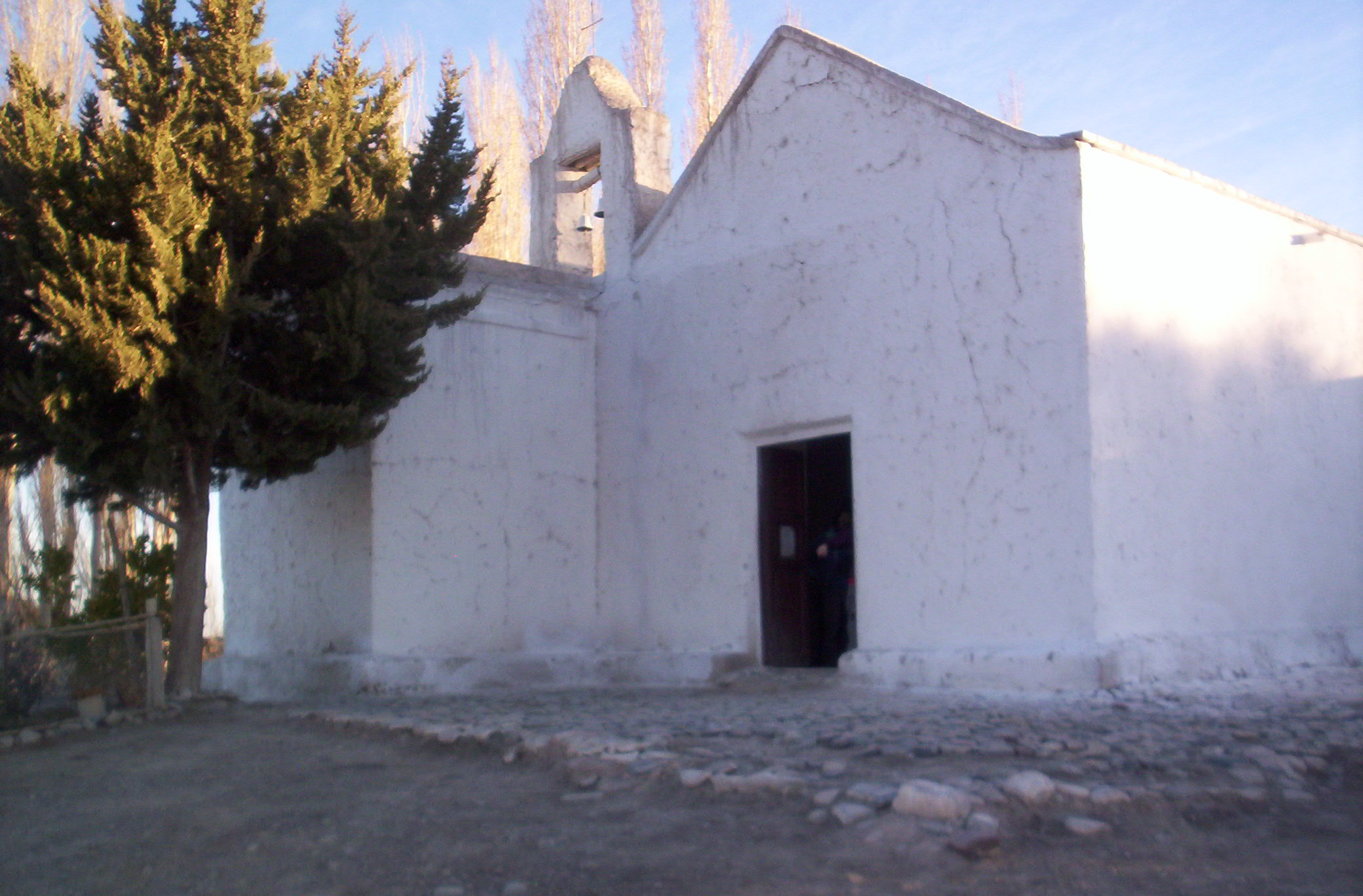
Capilla de Achango, Iglesia
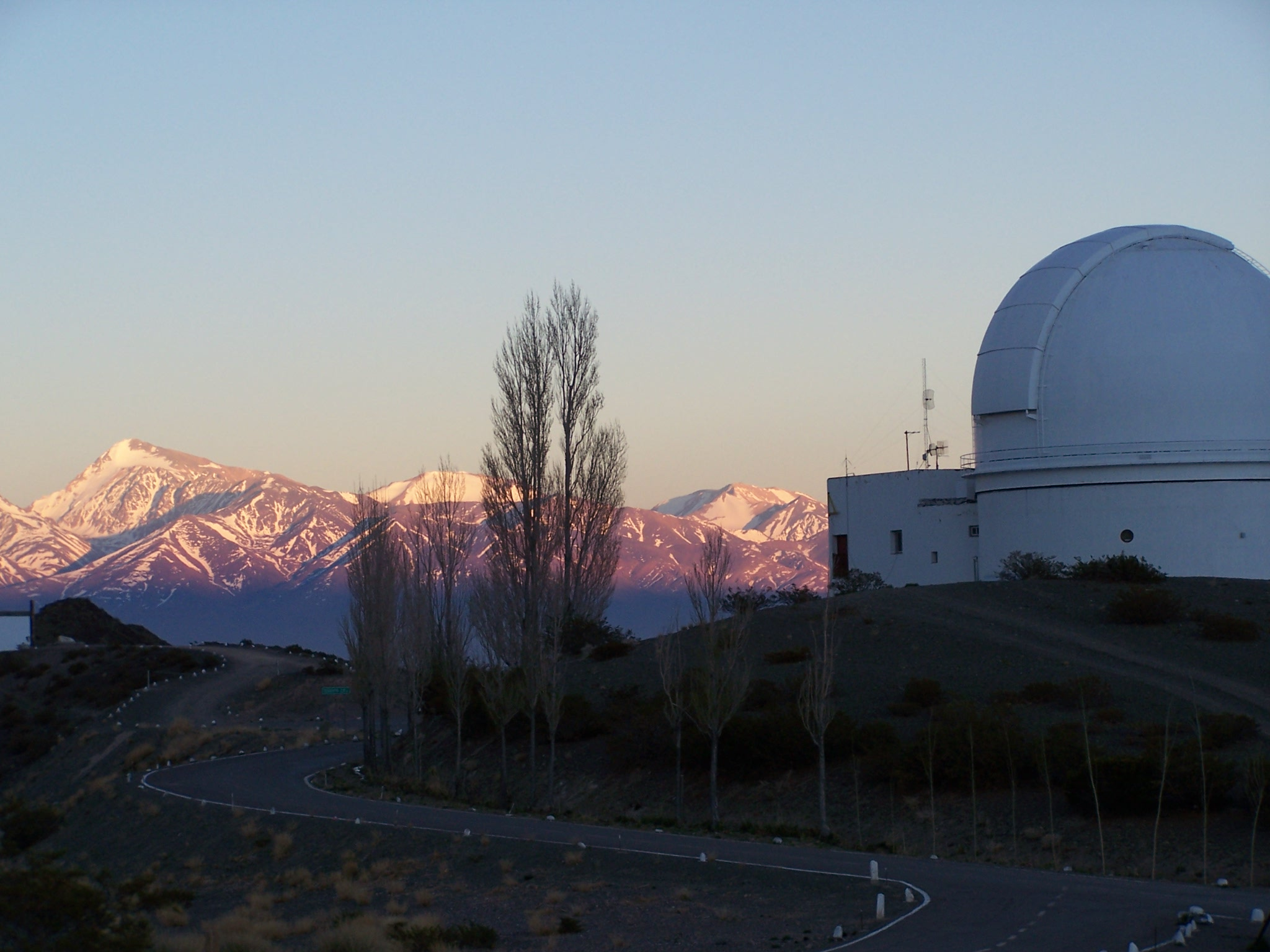
Observatorio El Leoncito, Calingasta
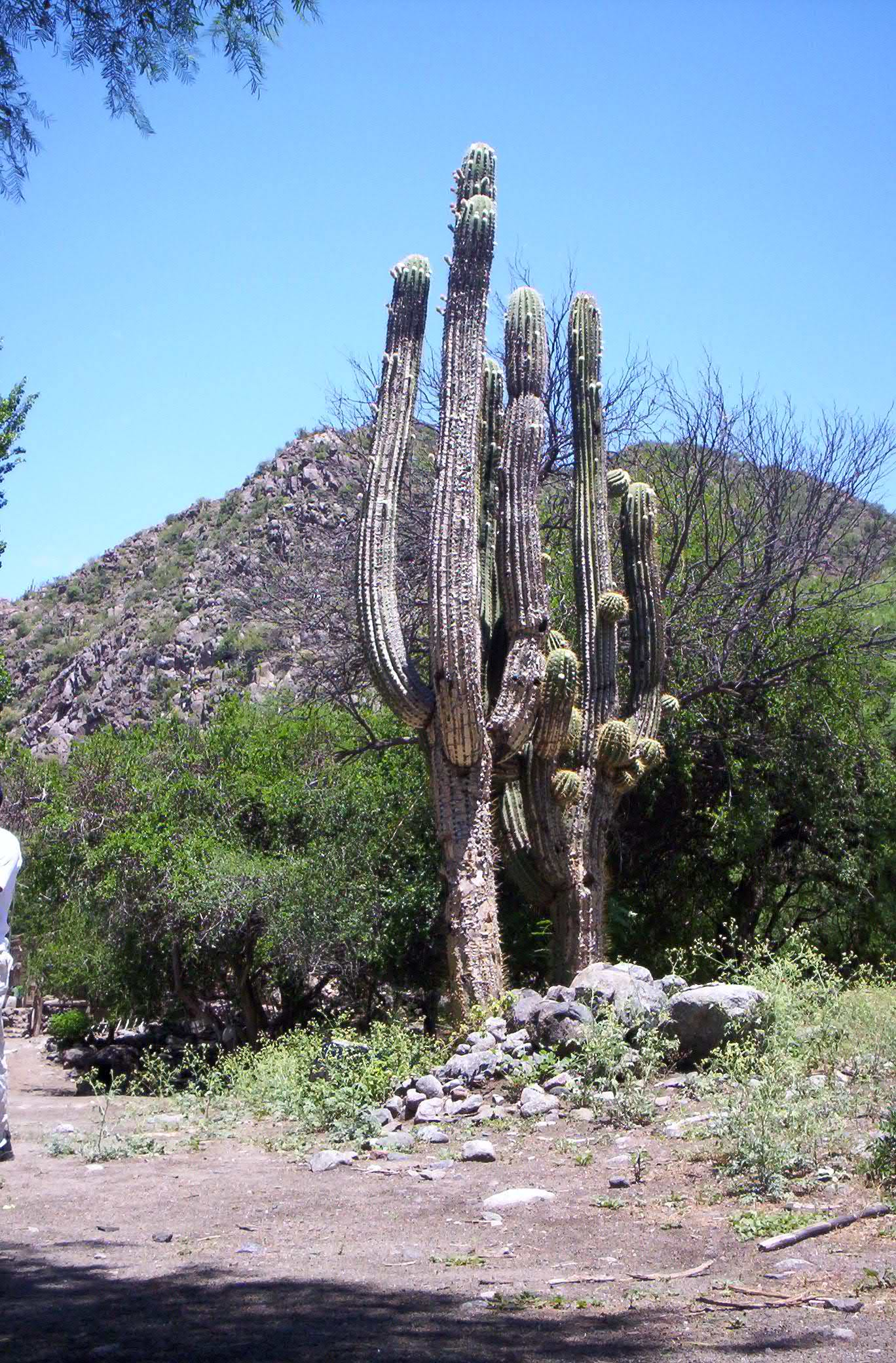
Sierras de Valle Fértil
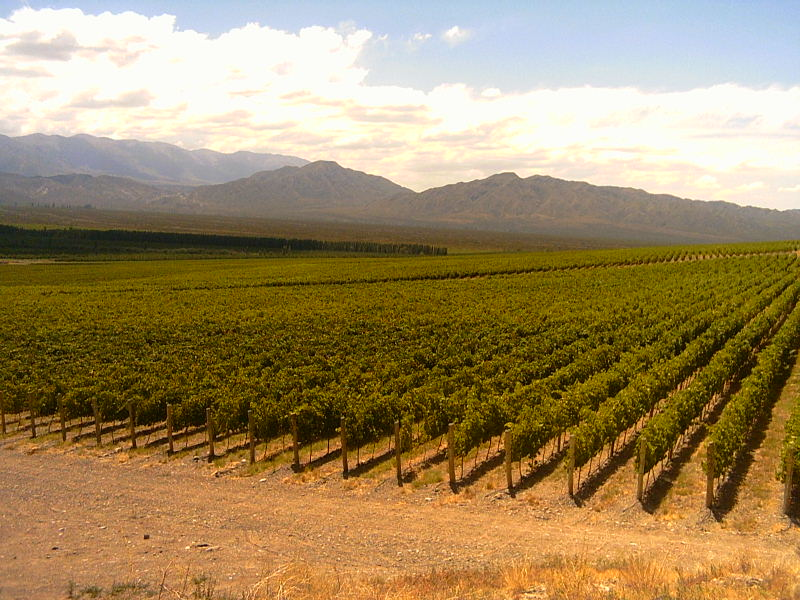
Viñedos en Pedernal
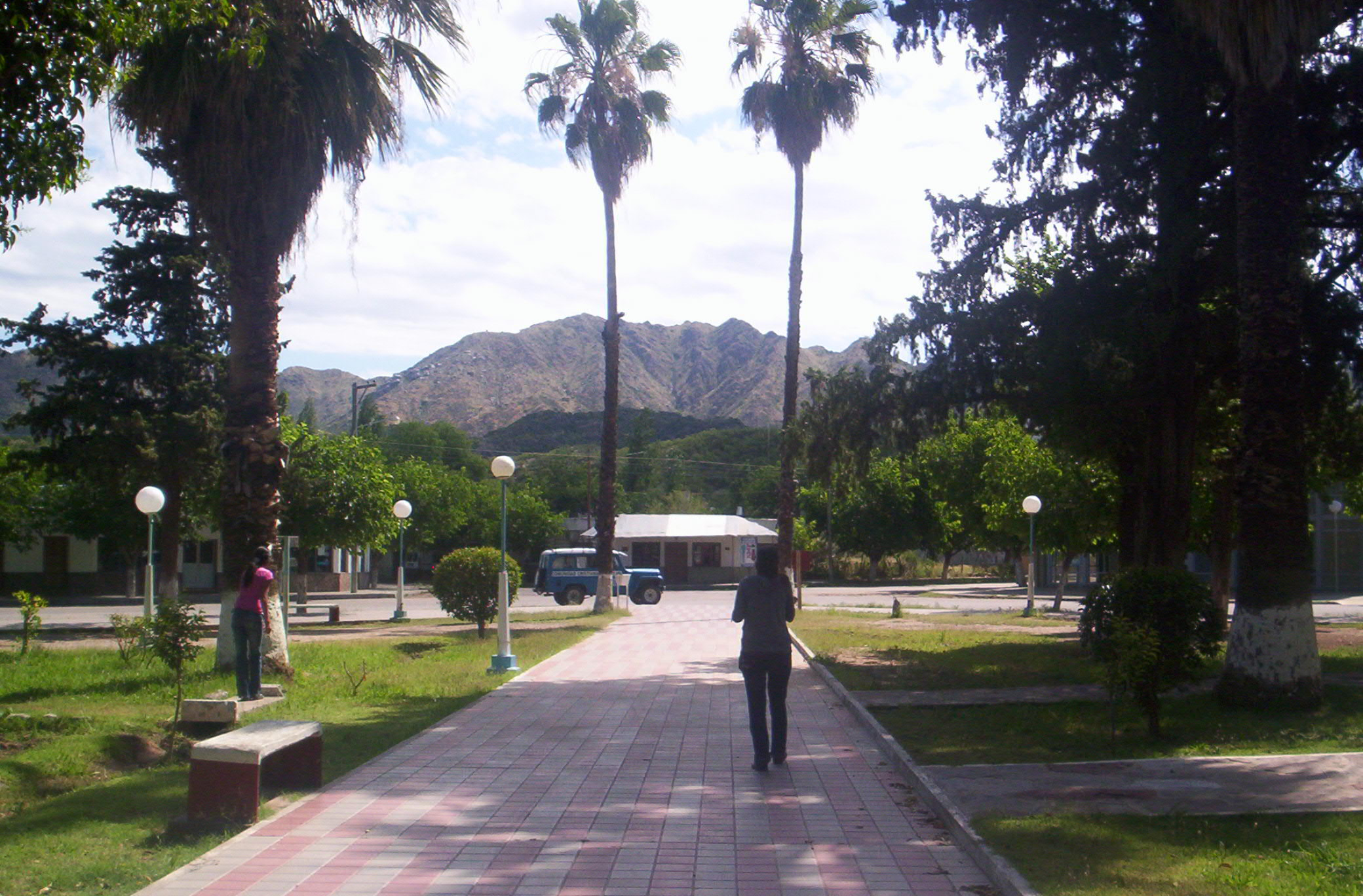
Villa San Agustín
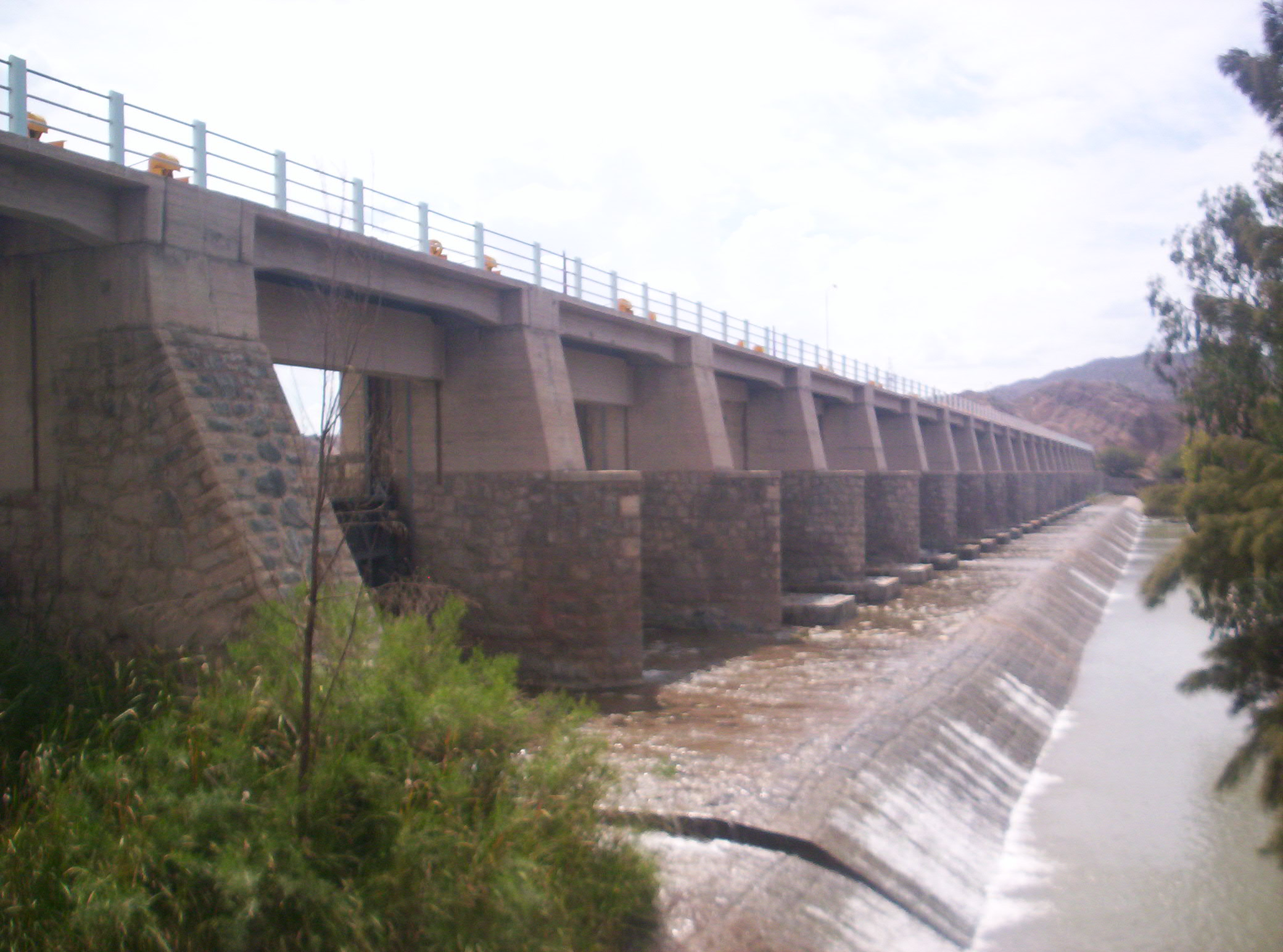
Dique José Ignacio de la Roza
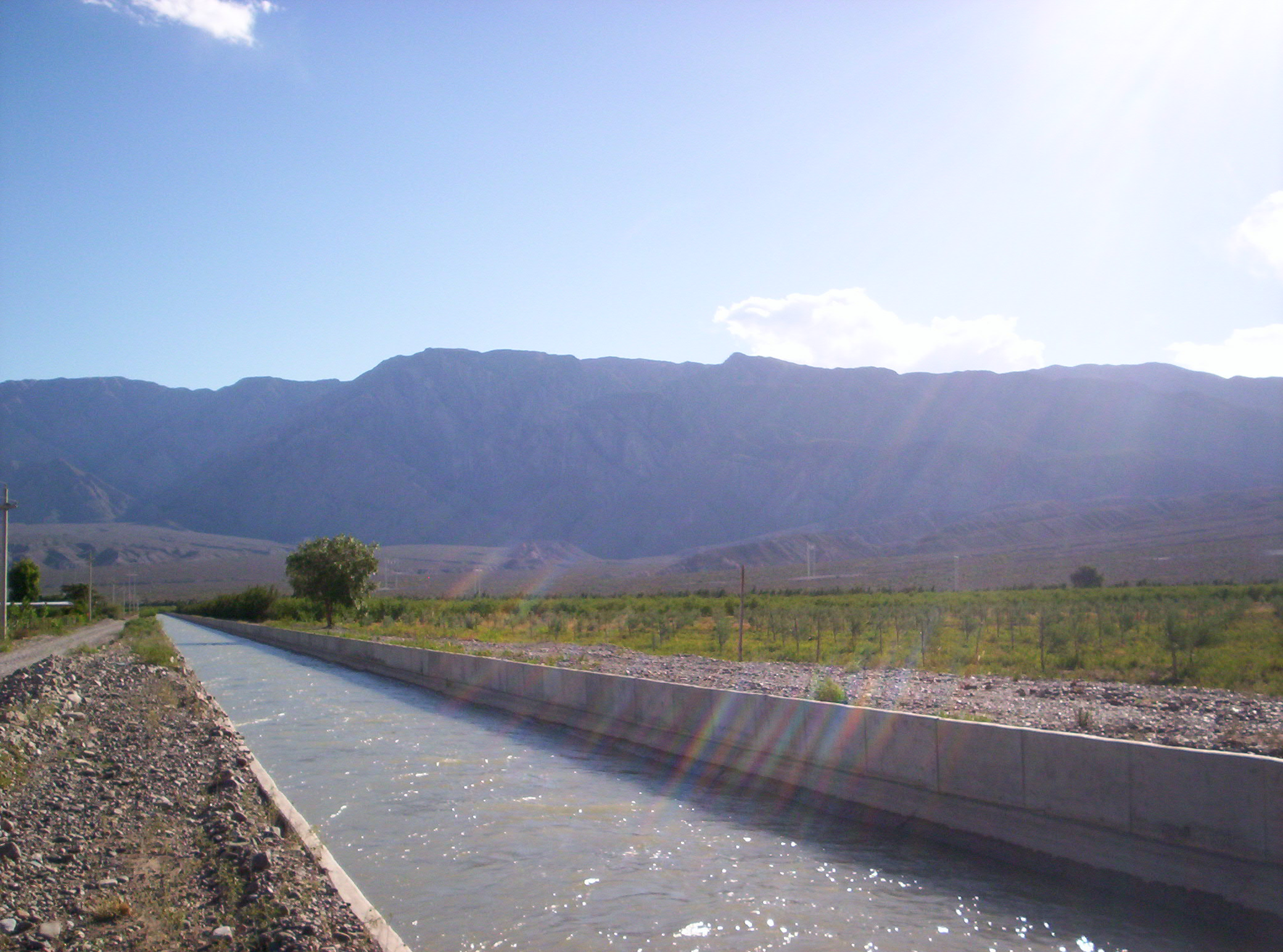
Canal de riego en Pocito
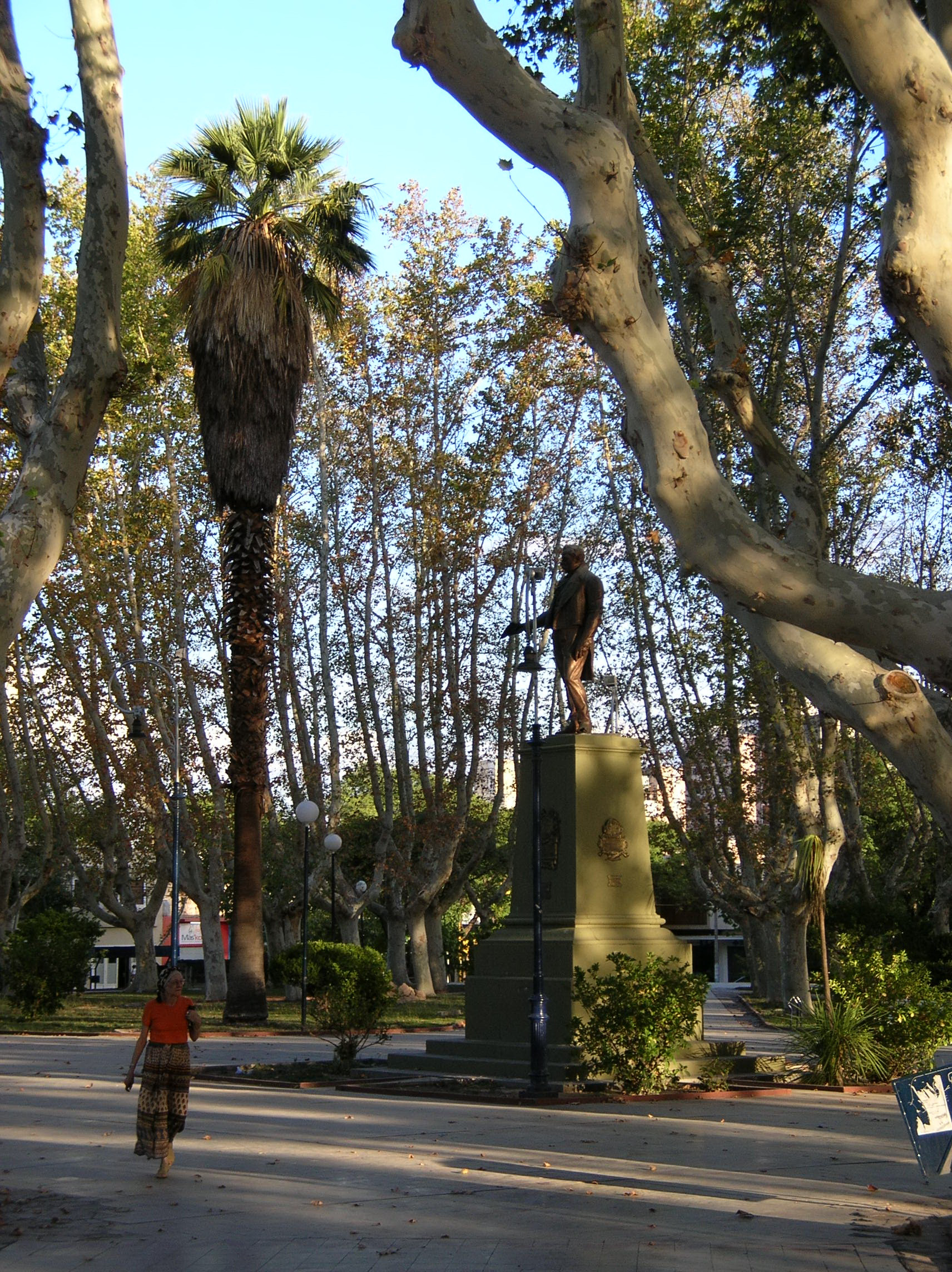
Plaza Laprida en la Ciudad de San Juan